# Нумеровані договори
Нумеровані договори (англ. Numbered Treaties) — серія одинадцяти договорів між корінними народами Канади (або першими націями) та урядом Канади у другій половині XIX — на початку XX століття. Перший договір був укладений у 1871 році, а останній — у 1921. Мета укладення цих угод — отримання урядом Канади дозволу на заселення та використання ресурсів таких регіонів Канади, як Альберта, Манітоба, Північно-Західні території, Британська Колумбія, Онтаріо та Саскачеван.

## Історичний контекст
Контроль над землями канадських корінних народів був необхідний уряду Великої Британії ще у XVIII столітті для заселення земель сучасної Канади. Історичним підґрунтям нумерованих договорів стали такі два документи: Королівська декларація 1763 року, видана великобританським королем Георгом III одразу після здобуття Великою Британією французьких північноамериканських колоній внаслідок Семилітньої війни, та Британський акт про Північну Америку 1867 року. Задля мирного контакту з корінними народами Канади були укладені нумеровані договори.

## Нумеровані договори

### Перший договір
Перший договір було укладено 3 серпня 1871 року. Стосувався договір незначної території на півдні Канади. В результаті підписання договору індіанці отримали право на невеликий резерв землі та грошову компенсацію за забрану землю, освіту. Уряд Канади отримав право на землю. Було обіцяно мир та обмежене вживання алкоголю.

### Другий договір
Другий договір був укладений 21 серпня 1871 року. Другий договір, на відміну від Першого, стосувався зовсім іншої території. Умови договору схожі на умови Першого: індіанці отримували компенсації за землю, а уряд Канади обіцяв мир, обмежене вживання алкоголю та мав право користуватися землею.

### Третій договір
Третій договір був підписаний 3 жовтня 1873 року. Договір стосувався територій, на яких проживав народ Оджибве, тобто північний захід теперішньої провінції Онтаріо та східну частину сучасної провінції Манітоба. Згідно з договором, індіанці отримували обмежений резерв землі, грошову компенсацію, право займатися полюванням та рибальством на землі, що належить резерву. Натомість Канада отримувала право на землю, обіцяла мир та обмежене вживання алкоголю.

### Четвертий договір
Четвертий договір було підписано 15 вересня 1874 року. Охоплював території сучасних півдня Саскачевану, заходу Манітоби та південного сходу Альберти. Індіанці, згідно з договором, отримували земельний резерв, грошові компенсації, грошову допомогу в розмірі 750 доларів на рік, право на полювання та рибальство на переданій території, організацію освіти на заповідній території. Канада отримувала право на користування землею для добування ресурсів, обіцяла обмежене вживання алкоголю на заповідній території індіанців. 

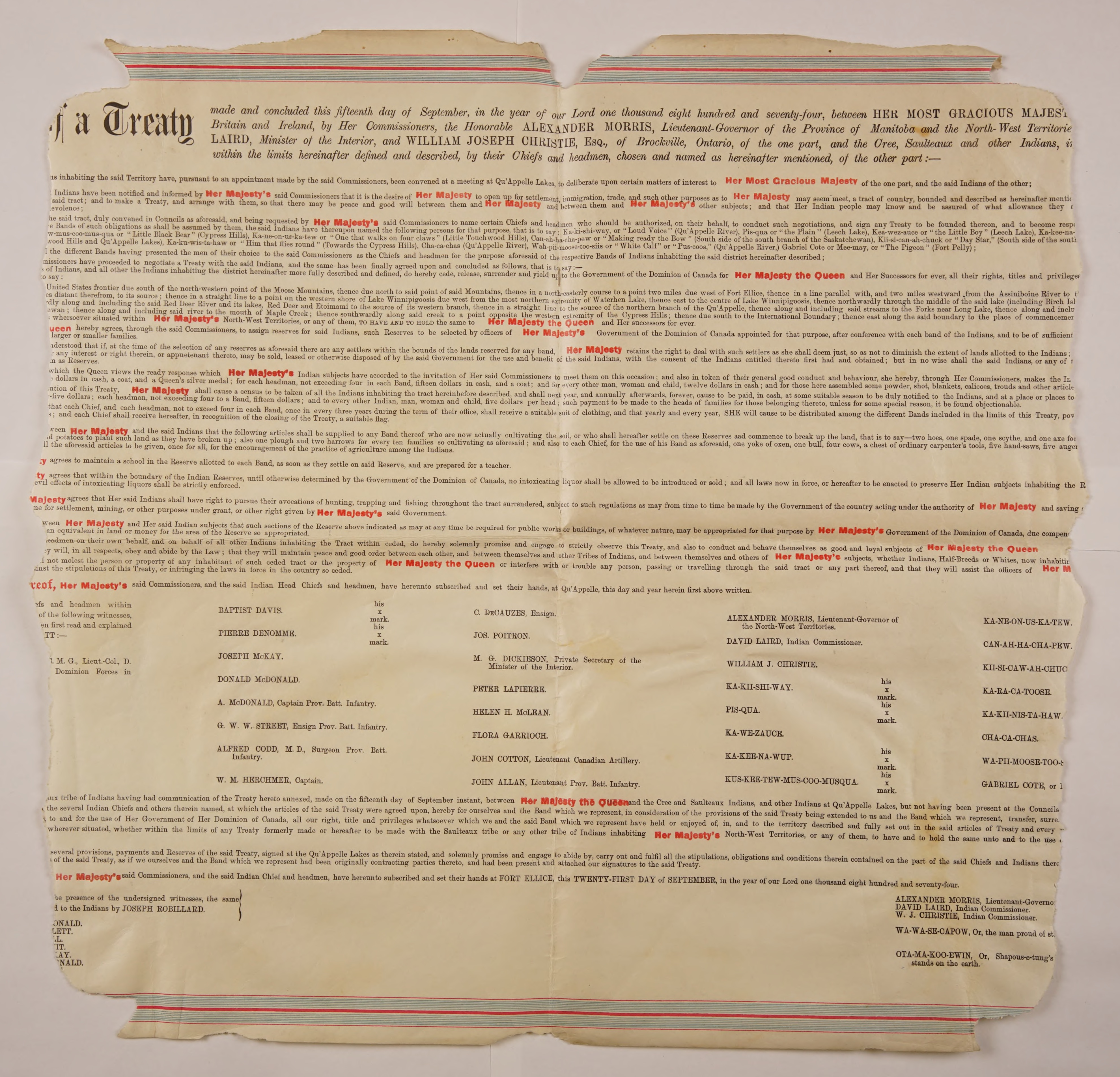
Четвертий договір

### П'ятий договір
П'ятий договір було укладено між індіанцями та урядом Канади 20 вересня 1875 року. Охоплював відносно велику територію в Центральній Канаді, а саме: землі навколо озера Вінніпег, у районі Ківатін. Умови П'ятого договору дуже схожі на умови попередніх угод: створення індіанського земельного резерву, грошові компенсації та грошові надбавки у розмірі 300 доларів на рік для індіанців, право на полювання та рибальство на відведених землях; Канада отримала право на користування землею та контроль за освітою на заповідній території. У 1908—1910 роках до договору додатково приєдналися народи, що заселяють північні території теперішньої Манітоби.

### Шостий договір
Шостий договір був підписаний 28 серпня 1876 року. Пізніше до договору приєднувалися інші індіанські племена у вересні 1876 та у 1889 роках. Охоплював більшу частину територій Саскачевану та Альберти. Умови Шостого договору практично повністю повторювали умови попередніх нумерованих договорів. Їх відрізняло лише те, що грошова допомога індіанцям надавалась у розмірі 1500 доларів на рік. Умови Шостого договору:
- створення індіанського земельного резерву, грошові компенсації та грошові надбавки у розмірі 1500 доларів на рік для індіанців, право на полювання та рибальство на відведених землях;

- Канада отримала право на користування землею.

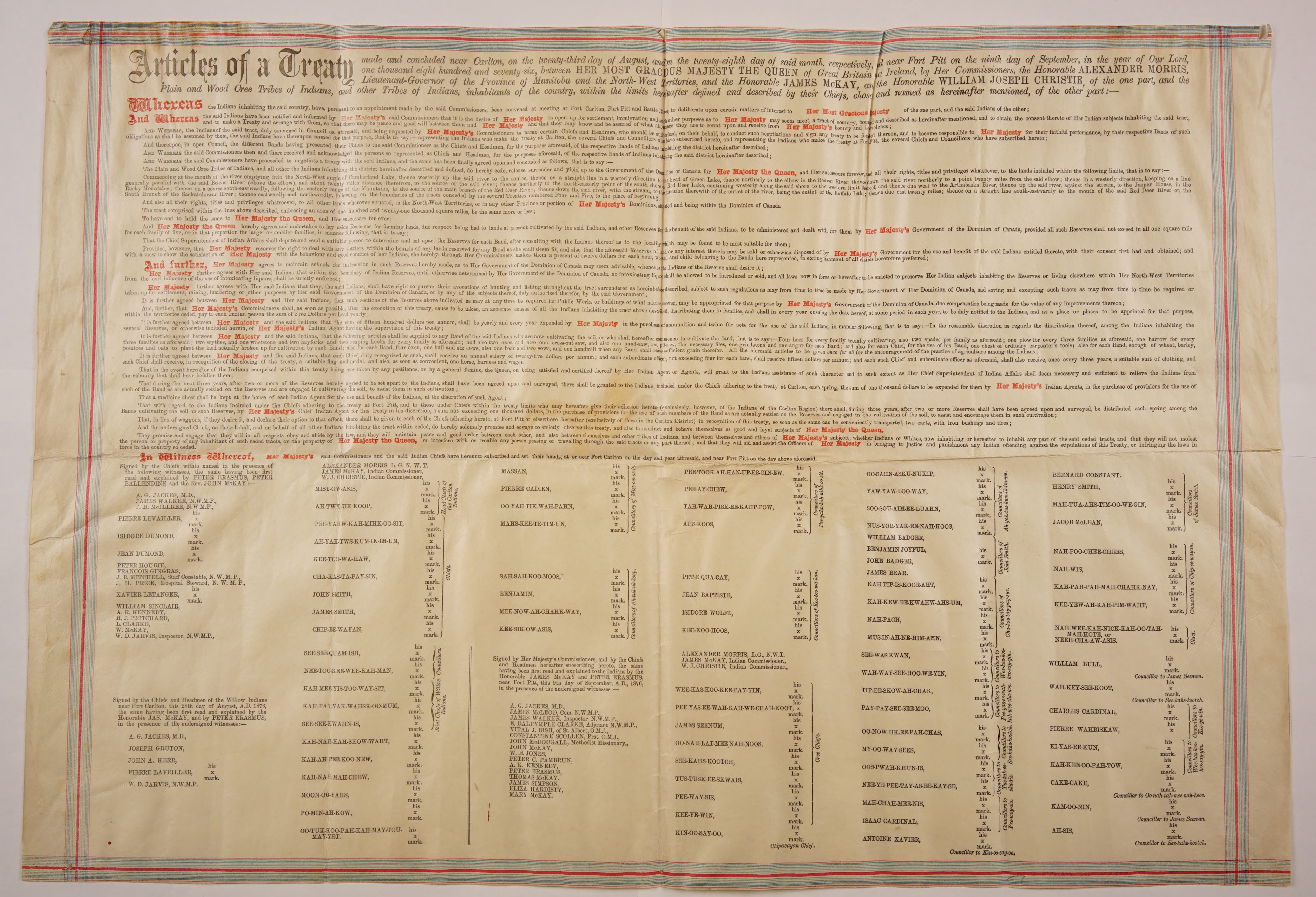
Шостий договір

### Сьомий договір
Сьомий договір був підписаний 22 вересня 1877 року. Чергове підписання відбулося 4 грудня того ж року. Охоплював території на півдні провінції Альберта. Договором було встановлено обмежену площу землі для племен (заповідник), обіцяно щорічні виплати на суму 2000 доларів на рік і право на полювання та рибальство. Канада отримала право на користування землею.

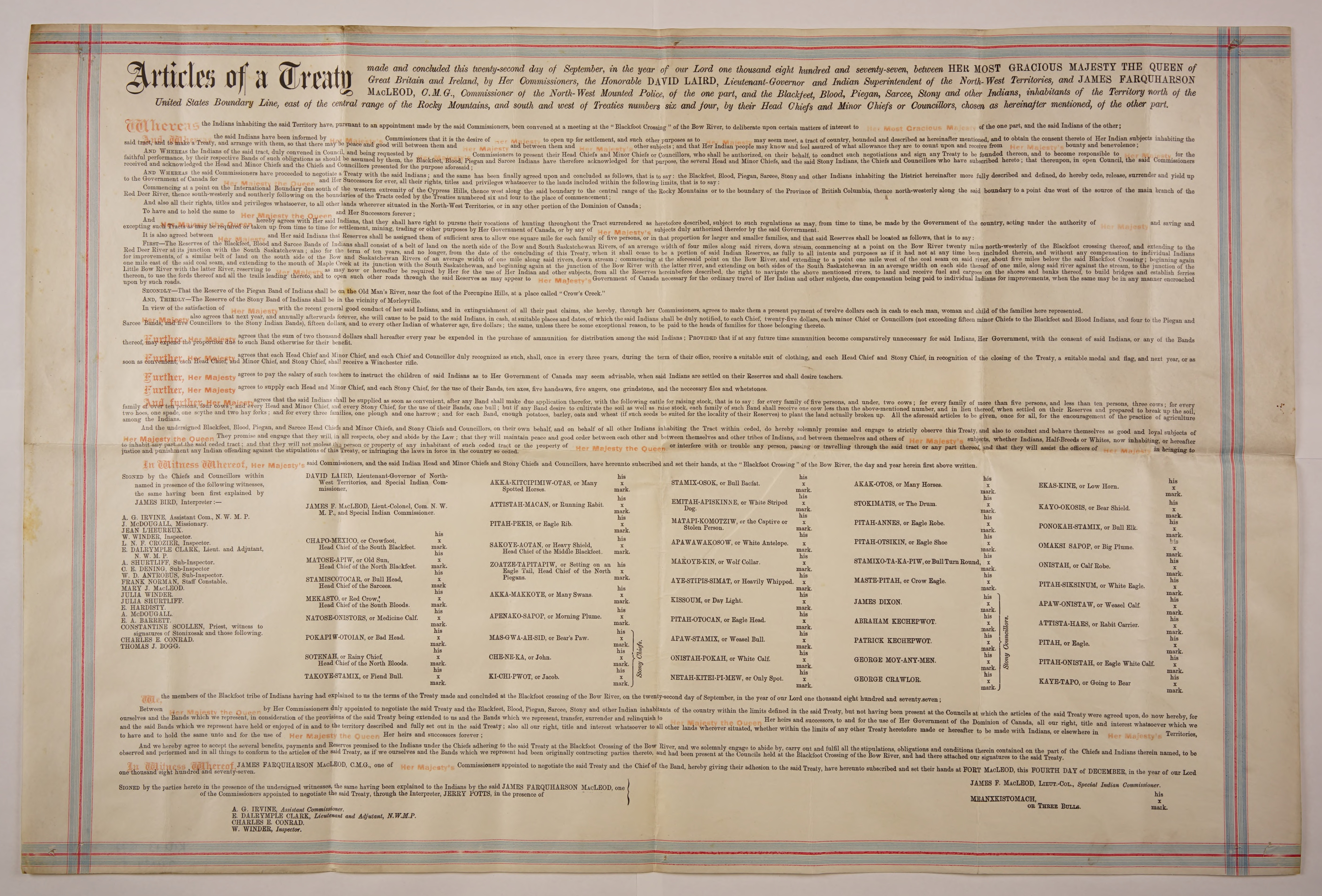
Сьомий договір

### Восьмий договір

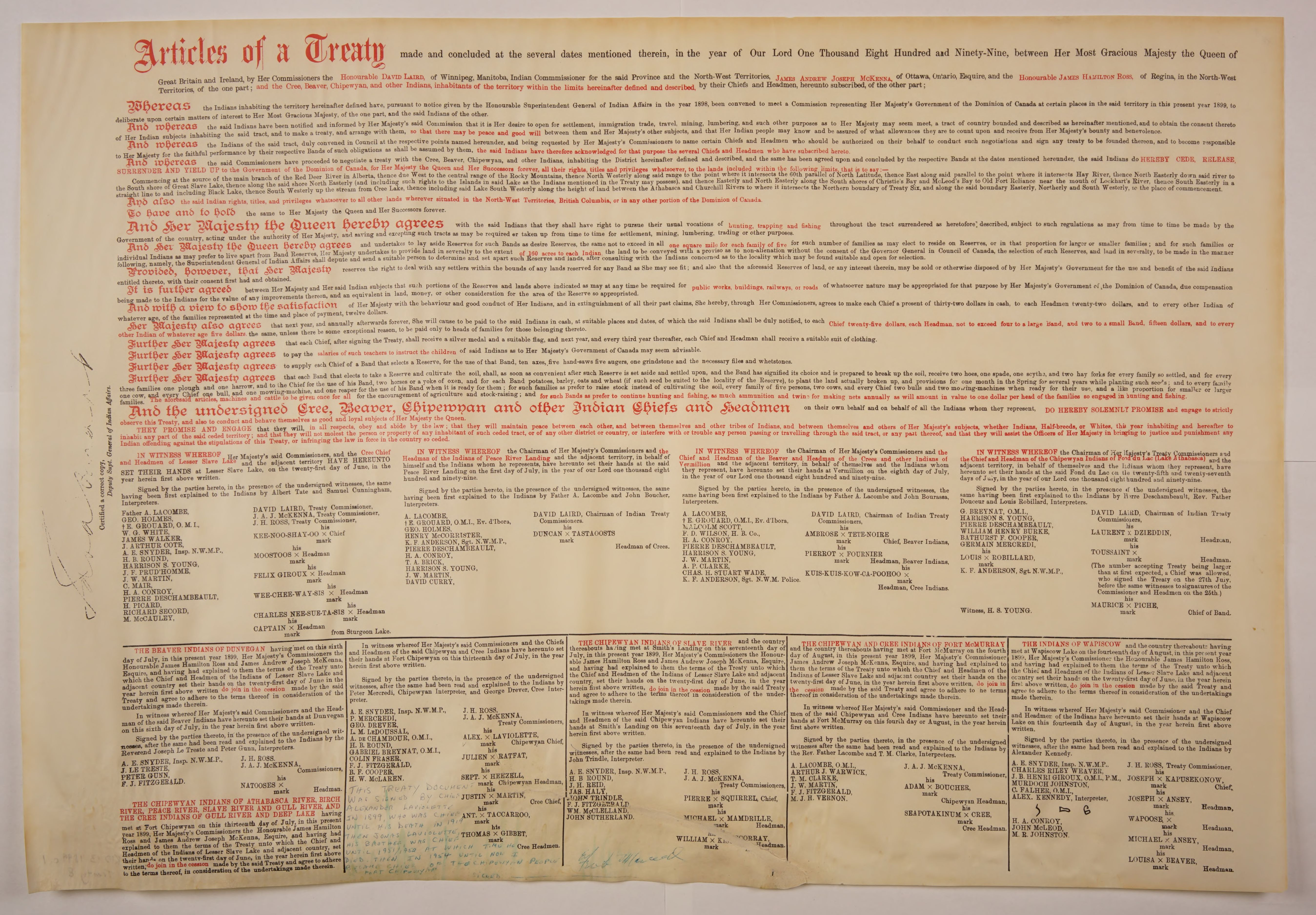
Восьмий договір

У ході Клондайкської золотої лихоманки багато європейців Канади відправилися в пошуки золота на північний захід Канади. Між європейцями та місцевим корінним населенням виникали конфлікти. Їх було врегульовано з підписанням Восьмого договору 21 червня 1899 року. В пунктах Восьмого договору йшлося про положення щодо підтримання засобів до існування корінного населення в цьому регіоні, такі як права на землю, поточна фінансова підтримка, щорічні поставки мисливських запасів та права на полювання на переданих землях, якщо ці передані землі використовувались для ведення лісового господарства, видобутку корисних копалин, поселення чи інших цілей. Стосувався значної території на північному заході Канади.

### Дев'ятий договір

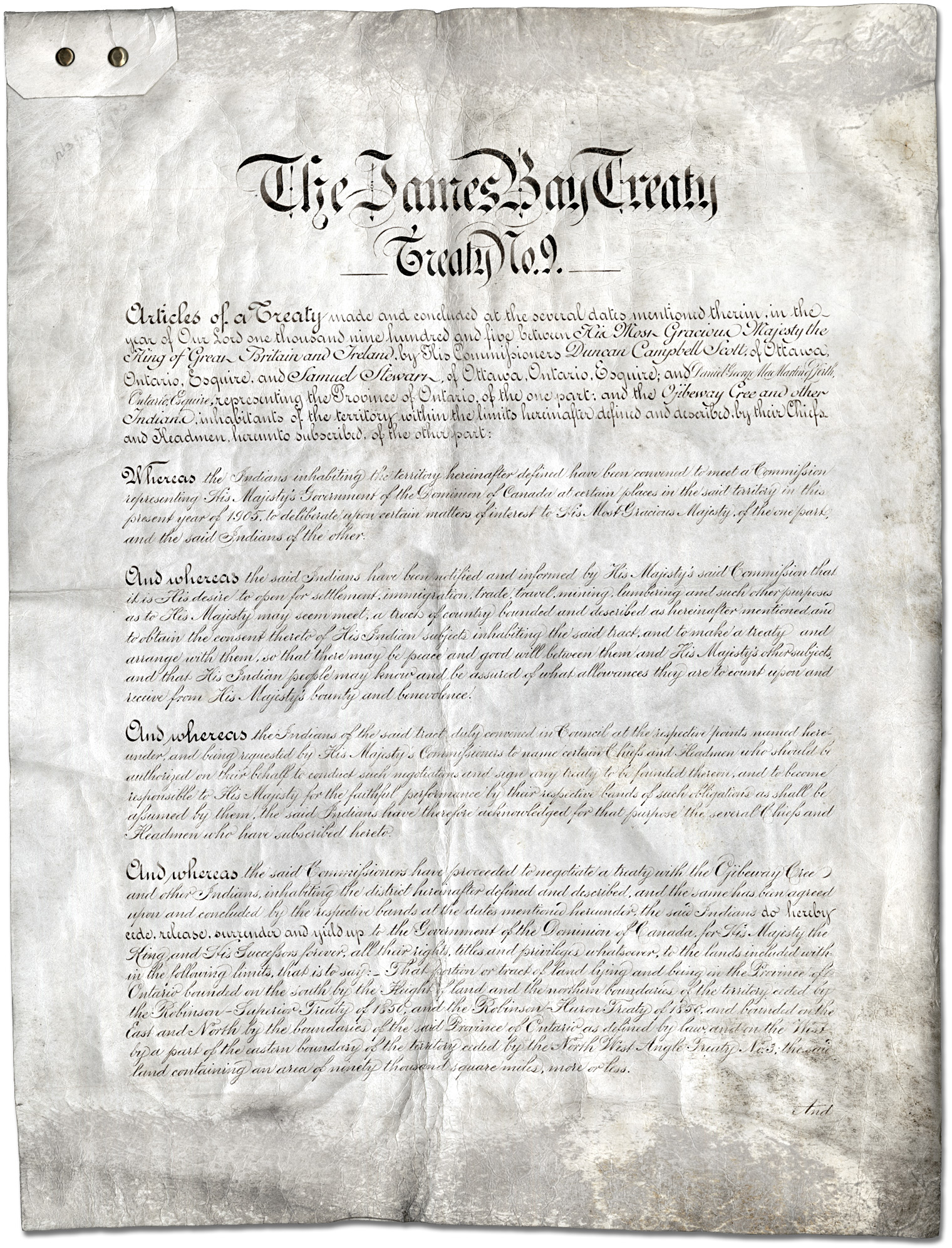
Дев'ятий договір

Дев'ятий договір підписаний 6 листопада 1905 року. Стосувався земель провінції Онтаріо. Друга назва — «Договір Джеймс-Бей», оскільки східною крайньою точкою території, яку охоплював договір, була затока Джеймс. Згідно з умовами договору, створювався індіанський заповідник, надавалася поточна фінансова підтримка, корінні народи мали право полювати та ловити рибу на відведеній території. Уряд Канади отримав право на використання землі.

### Десятий договір
Десятий договір укладений 19 серпня 1906 року. стосувався територій Саскачевану. Згідно з умовами договору, створювався індіанський заповідник, надавалася поточна фінансова підтримка, корінні народи мали право полювати та ловити рибу на відведеній території. Уряд Канади отримав право на використання землі.

### Одинадцятий договір
Одинадцятий договір був укладений 21 червня 1921 року. Він охоплював значну територію Північно-Західних територій, а також південний схід Юкону. Індіанці внаслідок підписання угоди дістали обмежений резерв землі та грошову компенсацію; право полювання та риболовлю на переданій землі; забезпечення дитячої освіти; кожна сім'я щорічно отримує 50 доларів за риболовлю та полювання; можливий розподіл сільськогосподарської допомоги. Канада, в свою чергу, отримала права на землю, можливість купувати та продавати землю аборигенів з їхнього дозволу.

## Наслідки та порушення договорів
Через підписання нумерованих договорів багато корінних народів Канади почали сприймати уряд Канади як колонізатора-гнобителя, в основному, через невиконання обіцянок, передбачених договорами. Після підписання договорів Канада отримала контроль над більшістю аспектів суспільства, особливо в галузі шкільного навчання, видобутку ресурсів, землекористування та імплементації законів з різних соціальних питань (таких, як алкогольна політика).
Рух американських індіанців в 1960 інтерпретували договори як неприпустимі, так як вони:
- ухвалювалися примусово, відповідно, вони не можуть бути домовленістю між рівними партнерами[13];
- багато разів порушувались урядом[14], зокрема, під час реструктуризації шкіл.